# Prix Artis
Pour les articles homonymes, voir Artis (homonymie).
 (avril 2012).
Si vous disposez d'ouvrages ou d'articles de référence ou si vous connaissez des sites web de qualité traitant du thème abordé ici, merci de compléter l'article en donnant les références utiles à sa vérifiabilité et en les liant à la section « Notes et références ».

Logo

Le prix Artis est un prix québécois (Canada) remis aux artistes du domaine télévisuel. Ceux-ci sont sélectionnés par le grand public, par le truchement de sondages. S'il fut originellement créé par Télé-Métropole en 1986, le Gala Artis fusionnera en 1989 avec Le MetroStar - Gala du Public. En 2006, il redeviendra le Gala Artis à la suite de l'abandon du financement de son commanditaire principal, Metro. Les prix du Gala Artis sont remis lors d'une soirée au mois d'avril sur le réseau TVA jusqu'en 2022.

## Histoire
Le Gala Artis, créé par Télé-Métropole, fut présenté pour la première fois en 1986 dans le cadre d'une édition spéciale de l'émission Club Sandwich. On y remet alors la petite statuette à des personnalités publiques du Québec. Le public votait alors via la maison de sondage CROP. En 1989, le MetroStar - Gala du Public et le Gala Artis, fusionnent pour devenir le Gala MétroStar. On conserve le nom MetroStar ainsi que le mode de scrutin. La statuette créée par le réseau TVA devient le trophée de la soirée.
C'est dans l'édition 2006, que le gala change de nom, en raison de l'abandon par la compagnie d'alimentation Métro de sa commandite. Le gala reprend alors son nom original, Le Gala Artis. Depuis, les statuettes, portent le nom de Artis.

### Annulation, controverses & fin des ondes
Entre 2020 et 2022, la cérémonie a connu des moments difficiles.

#### Annulation (2020)
En raison de la pandémie de Covid-19, l'édition de l'année 2020 fut annulée à cause de l'interdiction des rassemblements. Une annulation qui a été de courte durée. À la suite du dévoilement des finalistes de l'édition, des personnalités issues de minorités visibles ont dénoncé et critiqué le manque de représentation au sein du gala. Quelques jours plus tard, l'organisateur de la cérémonie, TVA, a retiré les nominations de Maripier Morin, à la suite d'allégations d'agressions sexuelles et de propos racistes à son encontre, allégations formulées par la chanteuse Safia Nolin.
C’est plutôt par l’entremise de la quotidienne Sucré Salé que les grands gagnants ont été annoncés.

#### Controverse entourant Maripier Morin (2021)
En 2021, lors du dévoilement de la catégorie Rôle féminin / Séries dramatiques saisonnières, certains ont dénoncé la nomination de Maripier Morin. Plusieurs questionnent la place de la finaliste au sein des nominations, alors qu'elle fut l'objet de nombreuses allégations quelques mois plus tôt. D'autres ont félicité les quatre autres finalistes, à l'exception de Morin.

#### Fin des ondes (2022)
Le 21 juin 2022, la direction du réseau TVA annonce, après une longue réflexion, la fin de l'existence du gala. Selon TVA, les galas traditionnels, qui intéressaient beaucoup de gens par le passé, ne sont plus «aussi pertinents» et ajoute que «l’intérêt pour ce genre de soirées est en déclin à travers le monde».
« Nous sommes convaincus que le rayonnement de notre industrie et de ses artisans passe d’abord et avant tout par la création de contenus originaux. Depuis de nombreuses années, TVA investit dans le soutien de nos créateurs à travers une abondance d’émissions de qualité. Plus que jamais, nous poursuivrons dans cette direction pour offrir aux téléspectateurs une programmation riche et variée qui rejoint toutes les générations. Notre objectif reste le même: présenter la meilleure télé qui soit » -Direction de TVA

## La statuette
Trophée remis depuis 1981 au Gala Artis et depuis 1995 au MetroStar, l'œuvre coulée à la fonderie de Ville St-Laurent, la statuette de bronze représentant un humain, ni homme ni femme avec une courbe montante qui symbolise la montée dans le milieu artistique, le cheminement de l'artiste. Elle fut conçue en 1981 par le décorateur de TVA de l'époque, André Desautels.
L'œuvre pèse 17 lbs soit 7,7 kilos, coûte 350 $ à l'unité et a été réalisée à plus de 300 exemplaires.